# 1837
1837 (số La Mã: MDCCCXXXVII) là một năm thường bắt đầu vào Chủ Nhật trong lịch Gregory.

## Sinh
- 21 tháng 3 – Theodore Nicholas Gill, nhà động vật học người Mỹ (m. 1914).
- 5 tháng 5 – Nguyễn Phúc Hồng Kháng, tước phong Phong Lộc Quận công, hoàng tử con vua Thiệu Trị (m. 1865).
- 6 tháng 5 – Nguyễn Phúc Hồng Kiện, tước phong An Phước Quận vương, hoàng tử con vua Thiệu Trị (m. 1895).
- 20 tháng 7 – Nguyễn Phúc Miên Thân, tước phong Phù Cát Quận công, hoàng tử con vua Minh Mạng (m. 1875).
- 3 tháng 9 – Nguyễn Phúc Hồng Truyền, tước phong Tuy Hòa Quận vương, hoàng tử con vua Thiệu Trị (m. 1889).

## Mất
- 10 tháng 2 – Aleksandr Sergeyevich Pushkin nhà thơ nổi tiếng người Nga (s. 1799).